# Swissmint
El Swissmint es la casa de moneda nacional de Suiza. Está localizada en Berna, capital del país, y se encarga de emitir las monedas y billetes de Franco suizo. Aparte de esta actividad pública, también fabrica monedas y medallas conmemorativas destinadas a clientes privados.
Formalmente el Swissmint es una agencia del Consejo Federal de Suiza y, como tal, forma parte de Administración Federal Suiza dependiendo directamente del Departamento Federal de Finanzas. Desde 1998 la casa de moneda oficial de la Confederación funciona como una unidad independiente bajo el nombre Swissmint. En 2005 tenía 21 empleados. 
El edificio que alberga la sede del Swissmint se encuentra protegido por su significado nacional y cultural. Fue construido entre 1903 y 1906 bajo la dirección de Theodor Gohl. Reemplazó a otro edificio más antiguo. El edificio actual sigue un estilo neorrenacentista y está construido en ladrillo y mármol.

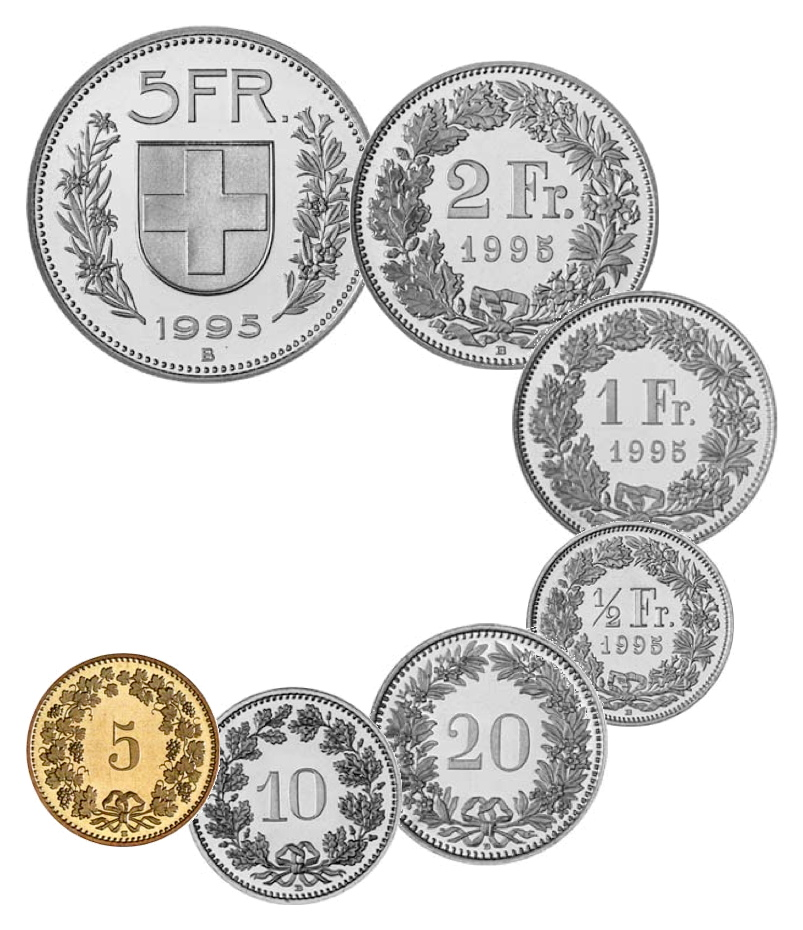
CHF Monedas suizas